# LeJerald Betters
LeJerald Betters (* 6. Februar 1988 in Waco, Texas) ist ein ehemaliger US-amerikanischer Leichtathlet, der sich auf den Sprint spezialisiert hat. Seinen größten Erfolg feierte er mit dem Gewinn der Goldmedaille in der 4-mal-400-Meter-Staffel bei den Hallenweltmeisterschaften 2010 in Doha.

## Sportliche Laufbahn
LeJerald Betters wuchs in Waco in Texas auf und absolvierte ein Studium an der Baylor University. Mit den Baylor Bears wurde er 2007 und 2008 NCAA-Collegemeister in der 4-mal-400-Meter-Staffel im Freien sowie von 2007 bis 2009 in der Halle. Erste internationale Erfahrungen sammelte er im Jahr 2008, als er bei den U23-NACAC-Meisterschaften in Toluca in 44,75 s die Goldmedaille im 400-Meter-Lauf gewann. 2010 kam er bei den Hallenweltmeisterschaften in Doha im Vorlauf der 4-mal-400-Meter-Staffel zum Einsatz und trug damit zum Gewinn der Goldmedaille durch die US-Mannschaft bei. Im selben Jahr wurde er bei der Athletissima in Lausanne in 44,70 s Zweiter über 400 Meter. Nur wenige Tage darauf siegte er mit der Staffel in 2:58,83 min bei den U23-NACAC-Meisterschaften in Miramar. In den folgenden Jahren konnte er nicht mehr an seine guten Leistungen anschließen und beendete dann 2015 seine aktive sportliche Karriere im Alter von 37 Jahren.

## Persönliche Bestzeiten
- 400 Meter: 44,70 s, 8. Juli 2010 in Lausanne
  - 400 Meter (Halle): 46,35 s, 28. Februar 2010 in Albuquerque